# Parides steinbachi
Parides steinbachi is een vlinder uit de familie van de pages (Papilionidae). De wetenschappelijke naam van de soort is voor het eerst geldig gepubliceerd in 1905 door Lionel Walter Rothschild. Deze naam wordt wel beschouwd als een synoniem van Parides pizarro.